# Arctia caja
La gitana (Arctia caja) es una especie de lepidóptero ditrisio de la familia Erebidae de colores brillantes, que se encuentra en toda Europa.
Tiene una envergadura de 45 a 70 mm. El diseño de las alas es variable. Las alas anteriores son marrones y blancas, pero el blanco puede estar ausente. Las alas posteriores son naranja con lunares negros.

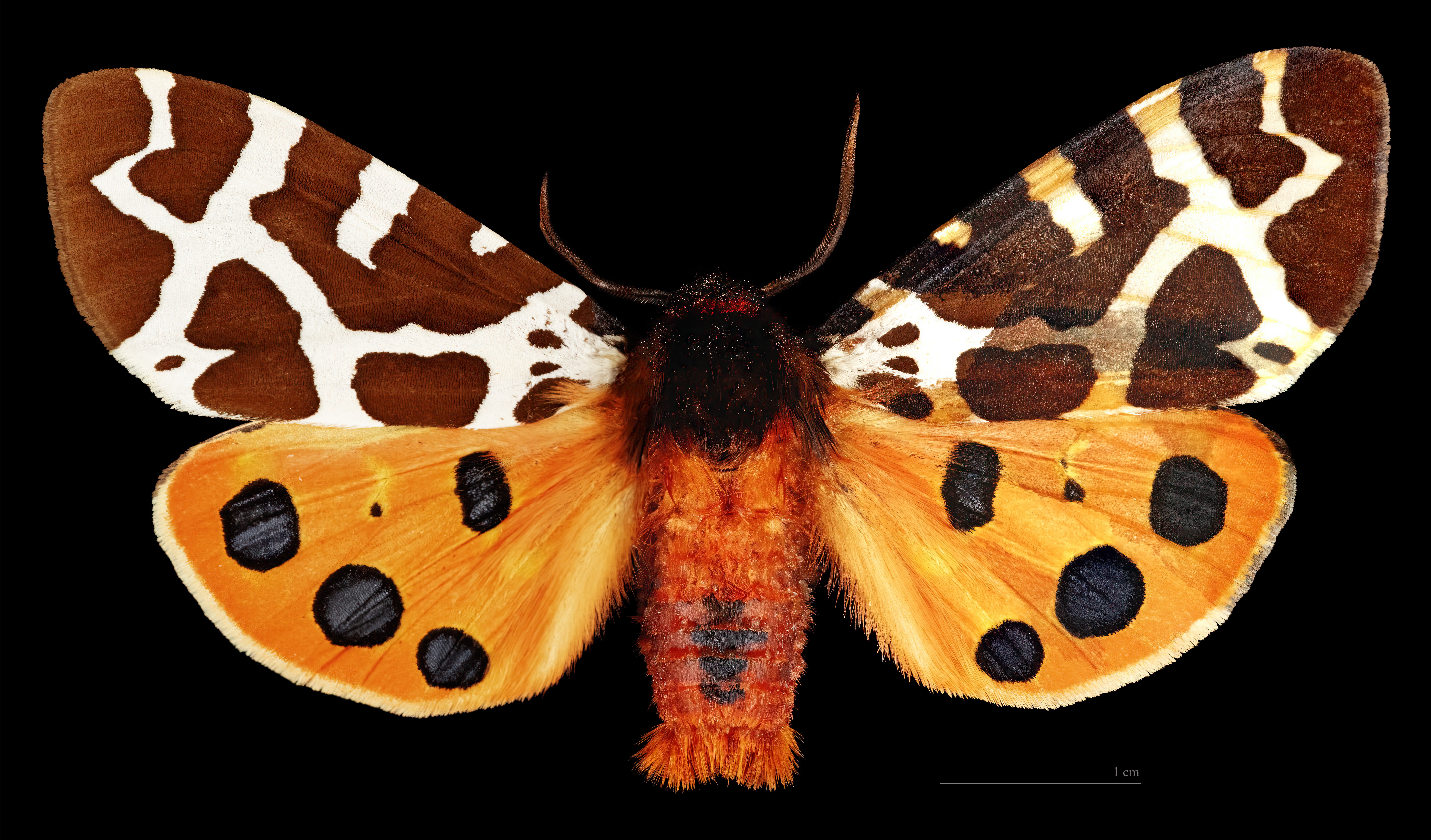
♂
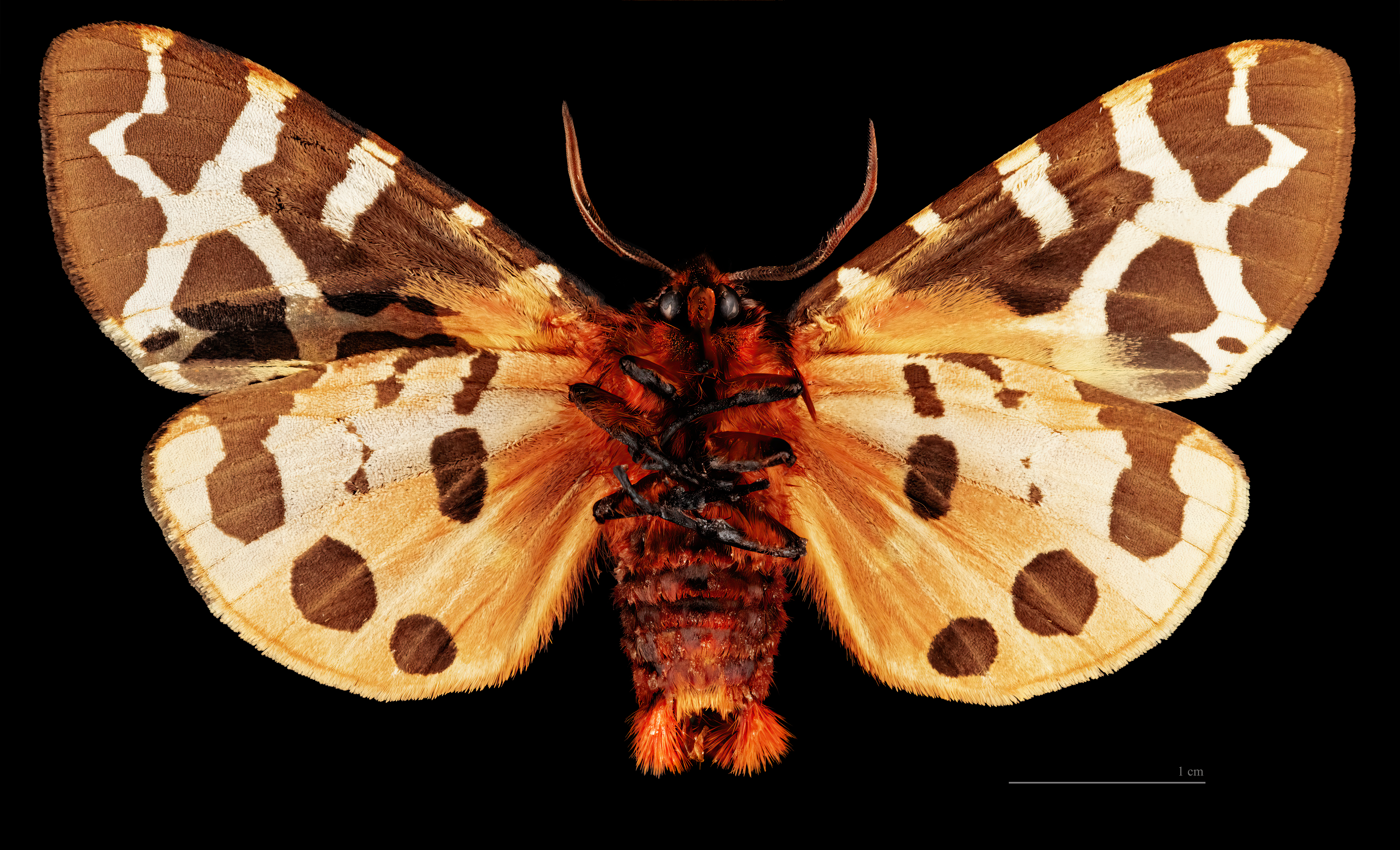
♂ △

Están distribuidas por Norteamérica, Europa y el Paleártico, hasta una altitud de 3 000 m. Prefieren climas frescos o templados.

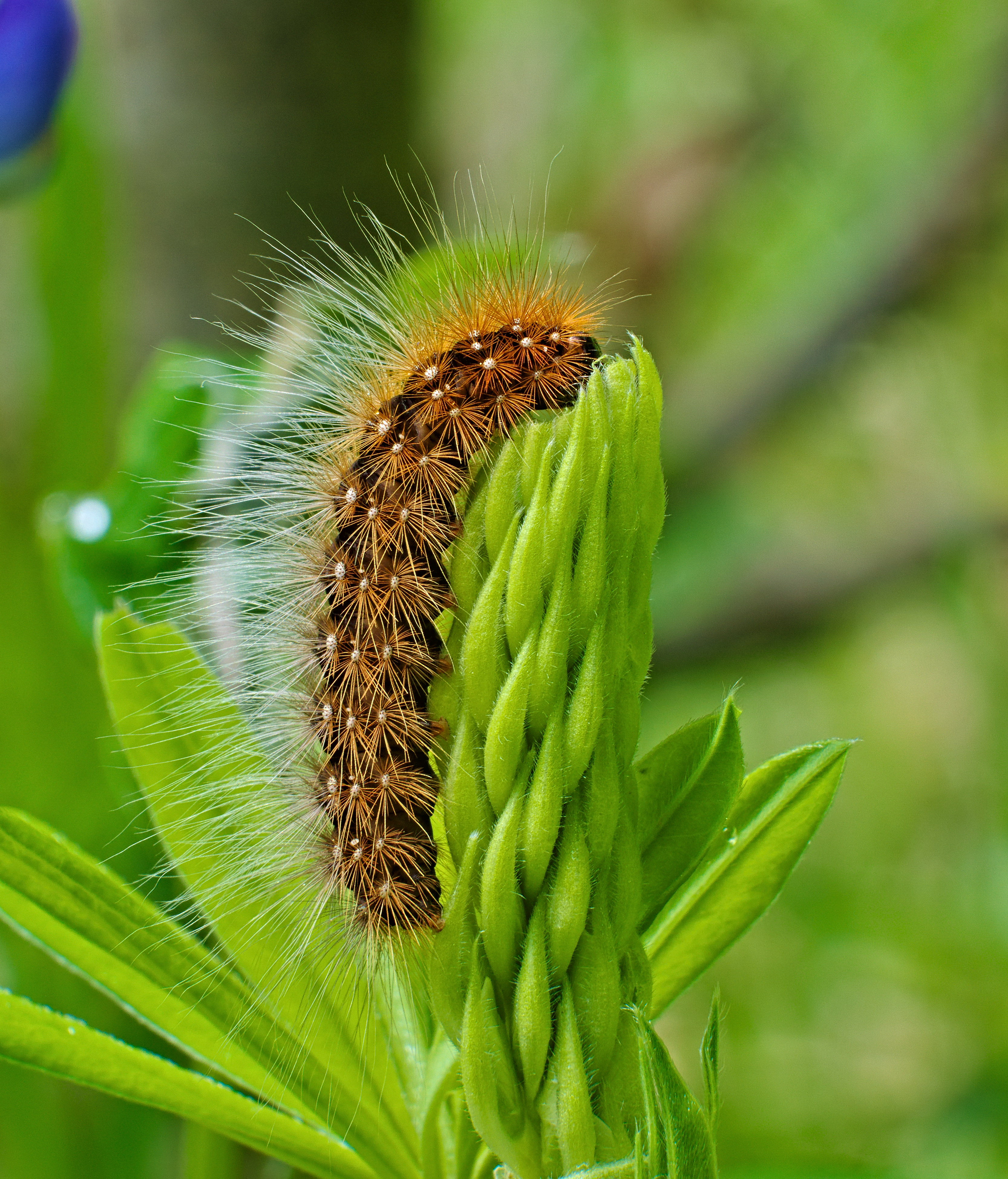
Oruga